# جو إل. هينسلي
جو إل. هينسلي (بالإنجليزية: Joe L. Hensley)‏ (19 مارس 1926، بلومنغتون في الولايات المتحدة - 27 أغسطس 2007، ماديسون في الولايات المتحدة)؛ محامي، قاضي وروائي أمريكي. درس في جامعة إنديانا.